# Kanton Garges-lès-Gonesse-Ouest
Kanton Garges-lès-Gonesse-Ouest (fr. Canton de Garges-lès-Gonesse-Ouest) byl francouzský kanton v departementu Val-d'Oise v regionu Île-de-France. Tvořila ho pouze západní část města Garges-lès-Gonesse. Zrušen byl po reformě kantonů 2014.